# 童年往事 時の流れ
『童年往事 時の流れ』（どうねんおうじ ときのながれ、原題：童年往事、英題：The Time to Live and the Time to Die）は1985年製作の台湾映画。

## 概要
侯孝賢（ホウ・シャオシェン）監督の自伝的映画で、第22回金馬奨最優秀助演女優賞（唐如韞（タン・ルーユン））・最優秀脚本賞、第36回ベルリン国際映画祭国際批評家連盟賞、第31回アジア太平洋映画祭審査員特別賞をそれぞれ受賞。
日本では1987年のぴあフィルムフェスティバルで『阿孝（アハ）の世界』の邦題で上映された後、1988年に『童年往事 時の流れ』の邦題で劇場公開された。

## キャスト
- 阿孝（アハ）：游安順（ユー・アンシュン）
- 阿孝のガールフレンド：辛樹芬（シン・シューフェン）
- 阿孝の父親：田豊（ティエン・フォン）
- 阿孝の母親：梅芳（メイ・ファン）
- 阿孝の祖母：唐如韞（タン・ルーユン）
- ：呉素瑩
- ：陳淑芳
- ：周棟宏
- ：蕭艾（シァオ・アイ）

## スタッフ
- 監督・脚本：侯孝賢（ホウ・シャオシェン）
- 脚本：朱天文（チュー・ティエンウェン）
- 撮影：李屏賓（リー・ピンビン）
- 音楽：呉楚楚（ウー・チューチュー）
- 編集：王其洋（ワン・チーヤン）
- 製作総指揮：林登飛（リン・トンフエイ）
- 製作：徐国良（シュ・クオリャン）